# Чайлдерс, Сэм
Сэм Ча́йлдерс (англ. Sam Childers, р. 1963) — американский гражданин, бывший «байкер вне закона» и наркоторговец, который впоследствии посвятил свою жизнь спасению детей в зоне военного конфликта в Южном Судане. Он и его жена Линн основали и возглавляют сиротскую деревню-приют «Ангелы Восточной Африки» в черте южносуданского города Нимуле, где на их попечении в настоящее время находится более 300 детей.
Чайлдерс родился в Гранд-Форкс, штат Северная Дакота, в семье строителя Пола Чайлдерса, бывшего морского пехотинца. В семье, помимо Сэма, было два старших брата. В период его детства семья часто переезжала от одной стройки к другой. Весной 1974 года, незадолго до двенадцатилетия Сэма, семья переехала в Гранд-Рапидс, штат Миннесота, где Чайлдерс пошёл в седьмой класс. В этот период своей жизни он начал курить, употреблять алкоголь, марихуану и героин, став также продавать наркотики; помимо этого, он увлёкся мотоциклами и стал вести образ жизни «байкера вне закона».
Во время одной из наркоторговых сделок в штате Флорида в декабре 1982 года он встретил стриптизёршу Линн. Через несколько месяцев после знакомства они поженились. Линн стала христианкой, а когда в 1989 году забеременела (родив впоследствии дочь Пейдж), Сэм, имевший до этого проблемы с зачатием, посчитал это вмешательством Бога и сам стал христианином. Летом 1992 года он присоединился к церкви Ассамблеи Бога в Пенсильвании, начав затем работать в качестве проповедника в Детройте.
Свою первую поездку в Судан он совершил по настоянию пастора церкви в 1998 году, в ходе которой подвергся атакам членов угандийской группировки «Господня армия сопротивления». Вскоре после первой своей поездки в Судан Сэм и Линн создали там детскую деревню «Ангелы Восточной Африки», где в настоящее время находится на попечении более 300 сирот из Южного Судана и севера Уганды; сотрудниками этого своеобразного детского дома являются взрослые сироты и вдовы из Южного Судана.
Сэм Чайлдерс также известен тем, что лично спасал похищенных детей на севере Уганды (считается, что он спас их больше 1000) и с автоматом в руках защищал основанную им деревню от атак боевиков ГАС. Опыт своей жизни в Африке он описал в книге Another Man’s War, по которой в 2011 году был поставлен художественный фильм «Проповедник с пулемётом».